# Кабда
Кабда (Кабза) — міра довжини в мусульманських країнах, що не має певного значення і приблизно відповідна ширині кулака. В Середній Азії для позначення ширини кулака частіше використовувався термінКабза. Кабда, як правило, дорівнює 4 асбам (ширині пальця) і в Середні віки становила 1 / 6 зіри (ліктя). Оскільки асба та зіра в різний час і в різних країнах мали різну величину, то й величина кабди також різнилася:
- Кабда «чорного» ліктя, тобто 54,04 / 6 ≈ 9,01 см[2].
- Кабда канонічного ліктя, тобто 49,875 / 6 ≈ 8,31 см[2].
- Єгипетська кабда(XIX століття) = 5 єгипетським асбам = 15,675 см[2].

Також використовувалася величинакабда з асба Каїм (кулак з піднятим великим пальцем), яка дорівнювала семи асбам.